# ぽよ (バーチャルストリーマー)
Vstreamerぽよ（英: Vstreamer　Poyo、12月28日 - ）は、日本のVirtual Streamer。
愛称は、ぽよち・ぽなど。リスナーは『ぽよなー』と呼ばれている。ガチ恋(仮)として自らほしむーんと名乗っているリスナーもいる。現在の主な活動場所はミラティブとしており、基本的な配信は22時～25時前後。推しマークは『🌟🌙』
2025年現在は個人として活動を行っている。

## 概要
配信では主に雑談やミラティブ内のライブゲーム、歌枠などをしており、稀ではあるがイラストの作成なども行っている。可愛い声でリスナーに癒しを提供しているが、面白い面も多くあり、配信を観ている側としては非常に楽しく拝見できるかと思う。
挨拶として、simejiに登録されている『(ง '-' )ง うーっ٩( 'o' )۶ぽよぽよ～っ！』を使用しており、枠の終了時には『おつぽよ』にて配信を閉じている。
アカウント作成日は2020年1月7日、初配信は2020年1月9日となっている。4周年記念配信では3Dお披露目会配信でぽよなーを沸かせた。※YUNA様にキービジュアル作成を依頼
2025年現在Xのフォロワー(2450人前後)、ミラティブでのフォロワーは(15700人over)、ホームページ、ファンクラブも存在する。
歌や話すこと、カフェ巡りやプラネタリウム、アリスの衣装が好きな女性。ゲーム関連ではswitchにてスプラトゥーンをよくしているが環境が整っていない為画面共有などはない。
ぽよねこという2人組で活動していた時期もあるが、相方が活動場所を変えたことにより現在は2人での活動はしていない。

## 経歴＆実績
2020年
- 1月 - Twitter作成
- 1月9日 - 初配信
- 4月5日 - ミラティブ内ランキング『不思議の国のアリス』初参加11位　
- 10月4日-ミラティブ内ランキング『ハロウィン』2位
- 11月4日-7ミラティブ内ランキング『ピエロ』2位

2021年
- 1月21日-『Noir Khronos  ルーレットランキング』2位
- 5月『1 day gift ranking　1位　12月～5月　6連覇達成』
- 6月3日 - ミラティブ内ランキング『COD 4位＆1day gift ranking』2位
- 6月11日-ミラティブ内ランキング『さくらんぼルーレットランキング』1位

2022年
- 3月28日 - ミラティブ内ランキング『COD：M　TOPランキング』1位
- 7月23日 - 衣装『天女』　プチランキング　1位
- 7月29日-ミラティブ内ランキング『エナドリ』1位
- 8月5日 - ミラティブ内ランキング『雑談配信者グランプリ』初代1位
- 8月26日 - ドライヤーミニランキング　1位
- 9月22日 - Povo by KDDI  PR案件
- 11月22日 - LGC予選ランキング　3位　大阪梅田にてポスター掲載

2023年
- 4月14日 - 水道橋JOYSOUNDにてコラボルーム掲載

2024年
- 2月 - 『ルーレットランキング　硝子の執事とお嬢様』 1位
- 4月26日 - 3D公開
- 5月27日 - 株式会社Gipt PR案件
- 11月23日 - コンセプトカフェSukiMa コラボ企画
- 12月13日 - 株式会社DC7　どこでもキャッチャー クレーンゲームコラボ

2025年
- 1月20日 - Couleur 紅茶コラボ企画
- 2月1日～新宿ミロード　サイネージ型自動販売機　PR動画掲載
- 4月25日.26日　5周年記念

他ミラティブランキング上位複数

## 音楽関連
オリジナルBGM
- 『Bright star』
- 『mellow night』